# Brugs (dialect)
Brugs is de variant van het Nederlands zoals dat in Brugge gesproken wordt. Het is een vorm van het West-Vlaams, maar het echte Brugs is een typisch stadsdialect dat duidelijk te onderscheiden is van de dialecten uit de rest van West-Vlaanderen.
Het West-Vlaamse dialect, en vooral dat van de zo belangrijke handelsstad Brugge, heeft de eerste bijdrage geleverd aan de standaardisering binnen het Middelnederlands.

## Spelling en uitspraak
| spelling | IPA            | voorbeeld                            | commentaar |
| -------- | -------------- | ------------------------------------ | --- |
| aa       | [ɑː]           | aap, gaaze, kaake                    | De aa is een lange klinker die gearticuleerd wordt met een grote opening van de mondholte en met de tong licht naar achter getrokken. Hij lijkt op de aa in het AN, maar wordt meer achteraan uitgesproken. Een betere vergelijking vormt de ea in het Engelse woord heart. |
| oa       | [ɔːɑ̯] of [ɔːə̯] | kloaster, oasem, voadere             | De oa is een tweeklank die gearticuleerd wordt met een half open mondholte, de tong naar achter getrokken, en met ronding van de lippen. Het eerste deel van de tweeklank is lang en klinkt als de o in het Franse alors, en gaat dan over op een klank die lijkt op een korte a of een doffe e. |
| a        | [ɑ]            | zak, fakke, zwallen                  | De a is een korte klinker die gearticuleerd wordt met een grote opening van de mondholte, en met de tong licht naar achter getrokken. Hij komt overeen met de a in AN bal. |
| èè       | [æː]           | bèèr, stèèrt, gèèren                 | De èè is een lange klinker die gearticuleerd wordt met een grote opening van de mondholte, de tong vooraan in de mond en naar onder getrokken, en met gespreide lippen. Hij komt overeen met een gerekte a in het Engelse mad. |
| eej      | [eɪ̯]           | sneej, speejgel, peejzen             | De eej is een tweeklank die gearticuleerd wordt met een half gesloten mondholte, de tong wat naar het harde gehemelte geheven, en met gespreide lippen. Het eerste deel van de tweeklank lijkt sterk op de ee in AN beek, maar gaat snel over in een soort j. Vooral de oudere Bruggeling zegt niet geeven maar geejven, niet peeper maar peejper, niet 'k weet nie maar 'k weejt nie. Deze klank lijkt dan sterk op de ai in het Engelse wait. |
| eeë      | [eːə̯]          | vleeës, geeëte, leeëge               | De eeë is een tweeklank die gearticuleerd wordt met gespreide lippen, een half gesloten mondholte, de tong eerst hoog naar het harde gehemelte geheven en vervolgens wat naar beneden getrokken. Het eerste gedeelte is een lange klinker die sterk op de ee in AN kleed lijkt. |
| è        | [æ]            | mès, èkse, slèkkevèt                 | De è is een korte klinker die gearticuleerd wordt met een grote opening van de mondholte, de tong vooraan in de mond en naar onder getrokken, en met gespreide lippen. Hij komt overeen met de a in het Engelse cash. |
| ie       | [i̞]            | fiege, kiekstjie, twiefelen          | De ie is een korte klinker die gearticuleerd wordt met een kleine opening van de mondholte, en de tong hoog naar het harde gehemelte geheven. Hij lijkt sterk op de ie in AN fiets, maar is wat minder gesloten (de tong is dus wat minder hoog geheven), en er is ook minder spreiding van de lippen. |
| ieë      | [iːə̯]          | nieëf, bieër, strieëpe               | De ieë is een tweeklank die gearticuleerd wordt met een kleine opening van de mondholte, de tong hoog naar het harde gehemelte geheven en met gespreide lippen. Het eerste deel van de tweeklank is lang en lijkt sterk op de ie in AN hier, en gaat dan over in een doffe e, een beetje zoals in AN allergieën. |
| i        | [ɛ̝]            | vis, dwil, lippe                     | De i is een korte klinker die gearticuleerd wordt met een half open mondholte, de tong lichtjes naar voor, en met gespreide lippen. Hij lijkt sterk op de e in AN bek, maar is toch wat meer gesloten (de tong is dus wat hoger opgeheven). |
| oo       | [oː]           | stoove, schoole, goote               | De oo is een lange klinker die gearticuleerd wordt met een half gesloten mondholte, de tong sterk naar achter getrokken, en met lichte ronding van de lippen. Deze klank komt min of meer overeen met de oo in AN geloof, maar wordt in het authentieke Brugs sluitend gediftongeerd [oʊ̯], wat betekent dat de lange oo eindigt in de richting van een oe of een w. "Echte" Bruggelingen spreken dus van stoowve, schoowle, goowte etc. Er is dan weinig of geen verschil tussen deze klank en een authentiek uitgesproken ow in blow, sowse, vrowe (zie bij ow). |
| o        | [ɔ]            | zop, bolke, zokke                    | De o is een korte klinker die gearticuleerd wordt met een half open mondholte, de tong naar achter getrokken, en met geronde lippen. Hij komt overeen met de o in AN bom. |
| uu       | [ʏ]            | fruut, puut, puustemuule             | De uu is een korte klinker die gearticuleerd wordt met een kleine opening van de mondholte, en de tong hoog naar het harde gehemelte geheven. Hij lijkt sterk op de u(u) in het AN duw en minuut, maar is wat minder gesloten (de tong dus wat minder hoog opgeheven), en er is ook minder ronding van de lippen. |
| u        | [œ]            | duts, nutjie, mussel                 | De u is een korte klinker die gearticuleerd wordt met een half open mondholte, de tong lichtjes naar het harde gehemelte geheven, en met geronde lippen. Hij lijkt sterk op de u in AN bus, maar is wat opener (de tong is dus wat minder hoog opgeheven). |
| e        | [ə]            | de, ze, geruchte                     | De e is steeds de doffe e, zoals die voorkomt in onbeklemtoonde lettergrepen. Net als in het AN is dit de klinker die wordt voortgebracht bij een neutrale stand van de tong. De doffe e's in het Brugse vernukkelde klinken dus niet anders dan in het AN verrukkelijke. |
| oeë      | [uːə̯]          | broeër, voeët, schoeëre              | De oeë is een tweeklank die gearticuleerd wordt met een kleine opening van de mondholte, het blad van de tong hoog naar het zachte gehemelte geheven en met ronding van de lippen. Het eerste deel van de tweeklank is lang en gaat over in een doffe e. Het geheel klinkt als het eind van het Duitse Ruhe of van het Engelse sure. |
| oe       | [u̞]            | koese, oekd, koente                  | De oe is een korte klinker die gearticuleerd wordt met een kleine opening van de mondholte, en het blad van de tong hoog naar het zachte gehemelte geheven. Hij lijkt sterk op de oe in AN hoek, maar is wat minder gesloten (de tong is dus wat minder hoog opgeheven), en er is ook minder ronding van de lippen. |
| eu       | [øː]           | neuze, beuter, meugelik              | De eu is een lange klinker die gearticuleerd wordt met een half gesloten mondholte, de tong naar het harde gehemelte geheven, en met geronde lippen. Hij lijkt sterk op de eu in AN deur, maar wordt in het authentieke Brugs sluitend gediftongeerd [øʏ̯]. Bij de oudere Bruggelingen hoort men namelijk deujre, zeujne, dreujpel etc. |
| ow       | [ɔu̯]           | fowte, sowse, blow                   | De ow is een tweeklank die gearticuleerd wordt met een half gesloten mondholte, de tong sterk naar achter getrokken, en met lichte ronding van de lippen. Hij lijkt een beetje op de ou in AN trouw, maar gaat rapper over in een w (het eerste deel is dus een korte klinker) en is meer gesloten (de tong bevindt zich dus niet zo laag in de mond). Bij oudere Bruggelingen wordt de ow zelfs zo gesloten geproduceerd dat de klank niet te onderscheiden is van de lange (authentiek uitgesproken) oo. De "echte" Bruggelingen spreken dus van een broower(e), een vroowe en bloow. |
| ei       | [ɛː]           | dierlandeine, veejtrieneir, siesteim | De ei is een lange klinker die gearticuleerd wordt met een half open mondholte, en de tong lichtjes naar voor. Hij komt overeen met de ei in (de Antwerpse) Meir. |
| òò       | [ɔː]           | kofferfòòr, mazòòr, glòòbetjie       | De òò is een lange klinker die gearticuleerd wordt met een half open mondholte, de tong naar achter getrokken, en met ronding van de lippen. Hij komt overeen met de klinker in het Franse corps. |
| œu       | [œː]           | farsœur, ènzinjœur, vajazœur         | De œu is een lange klinker die gearticuleerd wordt met een half open mondholte, de tong licht naar voor geplaatst, en met lichte ronding van de lippen. Hij komt overeen met de œu in het Franse sœur. |
| iñ       | [ɛ̃ː]           | afiñ, kol mariñ, ridiñgotjie         | De iñ is een lange klinker die gearticuleerd wordt met een grote opening van de mondholte, de tong vooraan in de mond en naar onder getrokken, en met gespreide lippen. De lucht passeert zowel door de neus als door de mond. Deze klank komt overeen met de in in Firmin. |
| g        | [ɦ]            | ganze, grèèten, Brugge               | De g is een medeklinker die gekenmerkt wordt door een articulatie waarbij een lichte vernauwing van het spraakkanaal ter hoogte van de stemspleet (en niet ter hoogte van het zachte gehemelte) de luchtstroom gedeeltelijk tegenhoudt, zodat een stemhebbend geruis ontstaat. Hij komt overeen met de h in aha. |
| ch       | [h]            | bucht, kachtelgat, prochie           | De ch is een medeklinker die gekenmerkt wordt door een articulatie waarbij de luchtstroom door een vernauwing van het spraakkanaal ter hoogte van de stemspleet (en niet ter hoogte van het zachte gehemelte) naar buiten geperst wordt, zodat een stemloos geruis ontstaat. De ch is de stemloze tegenhanger van de h. |
| sch      |                | scharten, dèschen, mènsch            | De medeklinkercluster sch wordt op verschillende manieren uitgesproken in het Brugs. In het begin van een woord (bv. schaap, schieve, schrieven) is er het meest variatie. Dan hoort men ofwel s + h, ofwel de "Franse" ch (als in chérie) + h, ofwel enkel de "Franse" ch, ofwel ten slotte een s gevolgd door een zogenaamde glottisslag. In het authentieke Brugs komt de glottisslag nauwelijks voor, maar wel in het jongere Brugs en zeker in de dialecten van het omringende West-Vlaamse platteland. Het gebruik van de glottisslag, niet alleen in bv. scharten maar ook in bv. bakken, petatten of lachen, wordt in Brugge door sommigen als "boers" ervaren. In het midden van een woord (bv. dèschen, wènschen, flasche) is er nog veel variatie - enkel de "Franse" ch zonder meer komt niet meer voor. Op het eind van een woord (bv. mènsch, Brugsch, Vlamsch) hoort men altijd gewoon s. |

### Verdubbelingsregel
Een enkele medeklinker tussen twee klinkers waarvan de eerste kort en beklemtoond is, wordt verdubbeld: barakke (niet barake), persèssie (niet persèsie), dinne (niet dine), gorre (niet gore), petutter (niet petuter) etc. Soms helpt deze regel ons de klemtoon te bepalen: zo kan kateliek (katholiek) worden onderscheiden van katteliek (kattenlijk).
Deze verdubbelingsregel geldt niet bij de ie en de oe, die wel korte klinkers zijn maar ook in het Nederlands geen verdubbeling veroorzaken. (dus piepoo, niet pieppoo; foefelen, niet foeffelen). Ook de uu veroorzaakt geen verdubbeling: muule, niet muulle.
Bij samenstellingen wordt de verdubbelingsregel toegepast op de afzonderlijke, samenstellende leden en niet op de samenstelling als geheel: zo wordt in kofferfòòr de f in koffer- verdubbeld, ook al valt de klemtoon van de samenstelling als geheel op -fòòr, en niet op de o in kof. Evenzo wordt in flaschestèkkere ('mager iemand') de k in -stèkkere verdubbeld, ook al krijgt flasche- de klemtoon binnen de samenstelling als geheel.

### Regels weergave assimilatieverschijnselen
Een medeklinker kan van articulatie veranderen (zelfs wegvallen) onder invloed van de medeklinker die volgt of voorafgaat. Dit verschijnsel van wederzijdse beïnvloeding wordt in de taalkunde assimilatie genoemd. Omdat assimilatie grotendeels te voorspellen is, zijn er regels voor te formuleren en hoeft men bijgevolg niet elke klankverandering in de spelling aan te duiden. Dit zijn de belangrijkste gevallen en de erbij horende afspraken voor de spelling:

#### Invloedbendop voorafgaande medeklinker
Een medeklinker waarop een b of d volgt, wordt stemhebbend. In de taalkunde noemt men dit verschijnsel anticiperende assimilatie: de eerste medeklinker past zich al aan de volgende aan. Conform de Nederlandse spelling geeft men deze klankverandering niet weer. Men schrijft dus ofbustelen (niet ovbustelen), j'is buuten (niet j'iz buuten), ip de taafel (niet ib de taafel) etc.
Anders dan in het AN wordt een t voor een d toch niet stemhebbend. Integendeel, het is de d die dan stemloos wordt. Ook dit wordt niet weergegeven: men schrijft dus uutdoeën (niet uuttoeën), uut de kasse (niet uut te kasse) etc.

#### Invloed stemloze medeklinker op volgendev,zofg
Een stemloze medeklinker maakt een erop volgende v, z of g stemloos, dus maakt er respectievelijk een f, s of (Brugse) ch van. In de taalkunde spreekt men van progressieve assimilatie: de eerste medeklinker behoudt zijn karakter en beïnvloedt de volgende medeklinker, zoals de t voor een d hierboven. Conform de Nederlandse spelling geeft men deze klankverandering niet weer. Men schrijft dus  't is vul (niet  't is ful),  'k zien do (niet  'k sien do), ipgeejven (niet ipcheejven) etc.

#### Invloed klinker of glijder op voorafgaandef,sofch
Een klinker of glijder (l, m, n, r, j of w) maakt als gevolg van progressieve assimilatie een erop volgende f, s of ch stemhebbend, dus maakt er respectievelijk  een v, z of (Brugse) g van. Conform de Nederlandse spelling geeft men deze klankverandering niet weer. Men schrijft dus liefreuke (niet lievreuke), z'is wèg (niet z'iz wèg), toch nie (niet tog nie) etc.

#### Invloed medeklinker op voorafgaande vervoegings-t
De vervoegings-t van het werkwoord kan wegvallen als het volgende woord met een medeklinker begint. Dat is ook zo bij de woordjes wat, dat, mèt en niet:
 't Go(t) goan eej!
Zèg(t) da(t) nie(t)!
Je zieë(t) veejle.
Ja wa(t) zèg je!
Je lig(t) mè(t) z'n pèkkels omooge.
Ook een stemloze slot-d valt op die manier weg:
Z'aa(d) gin antrèk.
Echter, deze weggevallen -t/-d oefent toch nog zijn invloed uit op de erop volgende medeklinker, die stemloos kan worden: men hoort dus Zèg ta nie; Je zieë feejle; Ja wa sèg je; Z'aa chin antrèk etc. Deze assimilatie wordt niet in de spelling weergegeven (zie 1.2.1 en 1.2.2).

### Regels weergave onderlinge beïnvloeding klinkers en medeklinkers
Niet alleen medeklinkers kunnen elkaar onderling beïnvloeden. Ook wanneer een klinker en een medeklinker aangrenzend zijn, kan de ene de andere doen veranderen of doen wegvallen. Dit zijn de belangrijkste gevallen en de erbij horende afspraken voor de spelling:

#### Invloed klinker op voorafgaande slot-e
Een doffe -e op het einde van een woord valt weg als er een woord op volgt dat met een klinker begint. Bij korte woordjes (de, je, ze etc.) geeft men dit aan met een apostrof, bijvoorbeeld z'is t'oekd. Bij de andere woorden laat men de e staan, omwille van de gelijkvormigheid van het woord in andere omgevingen. Men schrijft dus d'èspe angt an de bolke (niet d'èsp' angt an de bolke), tuschen de garre èn de deure (niet tuschen de gar' èn de deure), vorte eejers (niet vort' eejers) etc.

#### Invloed klinker op voorafgaande vervoegings-t
Een klinker maakt een voorafgaande vervoegings-t stemhebbend (maakt er dus een -d van) als die vervoegings-t op een klinker volgt of aan een werkwoord gehecht wordt dat in de infinitief voor de -en een stemhebbende medeklinker laat horen (bijvoorbeeld kennen, geejven etc., maar niet lachen, wèrken etc.). Omwille van de gelijkvormigheid van het woord behoudt men toch de spelling met -t. Men schrijft dus  't stot ieër (niet  't stod ieër), ze kènt èm (niet ze kend èm), je gift olles wèg (niet je gifd olles wèg) etc.

#### Invloedn,mofngop voorafgaande klinker
Een nasale medeklinker (n, m of ng) maakt een voorafgaande klinker nasaal (zorgt er dus voor dat bij het uitspreken van die klinker de lucht uit de longen gedeeltelijk door de neus naar buiten gaat). Vergelijk de oa in koas en koantjies, de eeë in zeeëpe een zeeëmel, de ie in brieke en briengen etc. Het verschil is er, maar blijft al bij al te onopvallend om er een andere letter of lettercombinatie te introduceren. De nasalering. wordt dus niet in de spelling weergegeven om het woordbeeld niet te schaden.
Volgt er op de n een schuurklank (bijvoorbeeld s, g, z etc.), dan wordt de voorafgaande klinker lang (als die nog niet lang was), en valt de n zelf weg. Voorbeelden hiervan zijn sanse, pènse, kiens, klinst, schonst, bruunst, slunstjie, froense, oeënsdag, angekommen, invetten. Deze complexe maar spontane klankverandering wordt evenmin in de spelling weergegeven, ook hier om een vlotte leesbaarheid te waarborgen.

## Grammatica

### Voornaamwoorden

#### Persoonlijke voornaamwoorden
|           | 1e ev.            | 2e ev.              | 3e ev. m.     | 3e ev. v.           | 3e ev. o. | 1e mv.                      | 2e mv.                      | 3e mv.                      |
| --------- | ----------------- | ------------------- | ------------- | ------------------- | --------- | --------------------------- | --------------------------- | --------------------------- |
| onderwerp | 'k / ik / 'k...ik | je / gie / je...gie | je / je...tie | ze / zie / ze...zie | 't        | me / miender / me...miender | je / giender / je...giender | ze / ziender / ze...ziender |
| voorwerp  | me / mien         | je / joen           | èm            | ur / eur            | 't        | ons / oens                  | joender / junder            | under                       |

#### Bezittelijke voornaamwoorden
| 1e ev.    | mien / m'n / me            |
| 2e ev.    | joen / j'n / je            |
| 3e ev. m. | zien / z'n / ze            |
| 3e ev. v. | ur / eur(en)               |
| 3e ev. o. | zien / z'n / ze            |
| 1e mv.    | ons / onze / miender...ons |
| 2e mv.    | joender / junder           |
| 3e mv.    | under / ziender...under    |

##### Bezittelijke voornaamwoorden zelfstandig gebruikt
| voorbeeld                       | 1e ev.          | 2e ev.          | 3e ev. m.       | 3e ev. v.             | 3e ev. o.       | 1e mv.        | 2e mv.                | 3e mv.            |
| ------------------------------- | --------------- | --------------- | --------------- | --------------------- | --------------- | ------------- | --------------------- | ----------------- |
| Die vint, j'is/'t is de(n) ...  | mienen / mien'n | joenen / joen'n | zienen / zien'n | euren / eur'n / urzen | zienen / zien'n | onzen / onz'n | joenderen / joender'n | underen / under'n |
| Die vrowe, z'is de/d' ...       | miene           | joene           | ziene           | eure                  | ziene           | onze          | joendere              | undere            |
| Da meistjie, 't is 't ...       | miene           | joene           | ziene           | eure                  | ziene           | onze          | joendere              | undere            |
| Die kienders, 't zien de/d' ... | miene           | joene           | ziene           | eure                  | ziene           | onze          | joendere              | undere            |

#### Aanwijzende voornaamwoorden
| ev. m.                                      | ev. v.      | ev. o.                       | mv.            |
| ------------------------------------------- | ----------- | ---------------------------- | -------------- |
| die / dieënen / dieën'n / deejz(e/n) (vint) | die (vrowe) | da (meistjie) / da(d)...ieër | die (kienders) |

##### Aanwijzende voornaamwoorden zelfstandig gebruikt
| ev. m.                              | ev. v.          | ev. o.                      | mv.             |
| ----------------------------------- | --------------- | --------------------------- | --------------- |
| (den)dieënen / (den)dieën'n / deejn | dedieë / dedeej | da / dad(de) / da(d)...ieër | dedieë / dedeej |

#### Onbepaalde voornaamwoorden
Voorbeelden:
| iemand        | niemand    | iets                    | niets      |
| ------------- | ---------- | ----------------------- | ---------- |
| e(n)twieën(e) | nieëman(d) | e(n)twa(d) / e(n)twadde | nieëten(t) |

#### Vragende voornaamwoorden
| wie      | waar | wanneer     | wat        | waarom    | hoe   |
| -------- | ---- | ----------- | ---------- | --------- | ----- |
| wieën(e) | wo   | wanneeër(e) | wa / wadde | vowa(dde) | oe(ë) |

#### Wederkerende voornaamwoorden
"Zich" wordt in het Brugs niet gebruikt. In de plaats gebruikt men: me/mien, je/joen, èm, eur, èm, ons, joender en under.
Voorbeeld:
- Je wast èm.

→ Hij wast zich.

### Lidwoorden
|           | ev. m.               | ev. v.                   | ev. o.                         | mv.           |
| --------- | -------------------- | ------------------------ | ------------------------------ | ------------- |
| onbepaald | e vint / een/'n ezel | e vrowe / een/'n iefrowe | e meistjie / een/'n iefrowtjie | -- (kienders) |
| bepaald   | de vint / den ezel   | de vrowe / d'iefrowe     | et/'t meistjie                 | de kienders   |

### (Onbepaalde) bijwoorden
Voorbeelden:
| ergens                 | nergens                        |
| ---------------------- | ------------------------------ |
| e(n)twoar / e(n)two(r) | nieëvers(t) / nieëverangst(en) |

### Bijvoeglijke naamwoorden
Voorbeeld: roar (eigenaardig, ongewoon)

#### Bijvoeglijk gebruikt
| ev. m.         | ev. v.          | ev. o.           | mv.                |
| -------------- | --------------- | ---------------- | ------------------ |
| die roare vint | die roare vrowe | da roar meistjie | die roare kienders |

#### Zelfstandig gebruikt
|            | ev. m.     | ev. v.    | ev. o. | mv.       |
| ---------- | ---------- | --------- | ------ | --------- |
| aanwijzend | die roar'n | die roare | --     | die roare |
| onbepaald  | e roar'n   | e roare   | --     | roare     |

### Werkwoorden

#### Sterke werkwoorden
Voorbeelden:

##### Tegenwoordige tijd
|           | klasse 1            | klasse 2a          | klasse 2b         | klasse 3a          | klasse 3b                  | klasse 4          | klasse 5          | klasse 6      | klasse 7         |
|           | bluuv(e)n (blijven) | kieëz(e)n (kiezen) | zuug(e)n (zuigen) | zieng(e)n (zingen) | alp(e)n / èlp(e)n (helpen) | neejm(e)n (nemen) | geejv(e)n (geven) | sloan (slaan) | loat(e)n (laten) |
| --------- | ------------------- | ------------------ | ----------------- | ------------------ | -------------------------- | ----------------- | ----------------- | ------------- | ---------------- |
| ik        | bluuv(e)n           | kieëz(e)n          | zuug(e)n          | zieng(e)n          | alp(e)n                    | neejm(e)n         | geejv(e)n         | sloan         | loat(e)n         |
| gie       | bluuf(t)            | kieës(t)           | zuug(t)           | zieng(t)           | alp(t)                     | nim(t), neejm(t)  | gif(t)            | sloa(t)       | l(o)at           |
| je/zie/'t | bluuf(t)            | kieës(t)           | zuug(t)           | zieng(t)           | alp(t)                     | nim(t), neejm(t)  | gif(t)            | sloa(t)       | l(o)at           |
| miender   | bluuv(e)n           | kieëz(e)n          | zuug(e)n          | zieng(e)n          | alp(e)n                    | neejm(e)n         | geejv(e)n         | sloan         | loat(e)n         |
| giender   | bluuf(t)            | kieës(t)           | zuug(t)           | zieng(t)           | alp(t)                     | neejm(t)          | gif(t)            | sloa(t)       | l(o)at           |
| ziender   | bluuv(e)n           | kieëz(e)n          | zuug(e)n          | zieng(e)n          | alp(e)n                    | neejm(e)n         | geejv(e)n         | sloan         | loat(e)n         |

##### Verleden tijd
|                    | klasse 1            | klasse 2a          | klasse 2b         | klasse 3a           | klasse 3b                  | klasse 4          | klasse 5          | klasse 6      | klasse 7         |
|                    | bluuv(e)n (blijven) | kieëz(e)n (kiezen) | zuug(e)n (zuigen) | zieng(e)n (zingen)  | alp(e)n / èlp(e)n (helpen) | neejm(e)n (nemen) | geejv(e)n (geven) | sloan (slaan) | loat(e)n (laten) |
| ------------------ | ------------------- | ------------------ | ----------------- | ------------------- | -------------------------- | ----------------- | ----------------- | ------------- | ---------------- |
| ik                 | bleeëv(e)n          | koaz(e)n           | zoag(e)n          | zoeng(e)n           | ieëlp(e)n                  | naam(e)n          | gaav(e)n          | sloeg(e)n     | lieët(e)n        |
| gie                | bleeëf              | koas               | zoag              | zoeng / zoenk       | ieëlp                      | naam(p)           | ga(a)f            | sloeg         | lieët            |
| je/zie/'t          | bleeëf              | koas               | zoag              | zoeng / zoenk       | ieëlp                      | naam(p)           | ga(a)f            | sloeg         | lieët            |
| miender            | bleeëv(e)n          | koaz(e)n           | zoag(e)n          | zoeng(e)n           | ieëlp(e)n                  | naam(e)n          | gaav(e)n          | sloeg(e)n     | lieët(e)n        |
| giender            | bleeëf(t)           | koas(t)            | zoag(t)           | zoeng(t) / zoenk(t) | ieëlp(t)                   | naam(p)(t)        | ga(a)f(t)         | sloeg(t)      | lieët            |
| ziender            | bleeëv(e)n          | koaz(e)n           | zoag(e)n          | zoeng(e)n           | ieëlp(e)n                  | naam(e)n          | gaav(e)n          | sloeg(e)n     | lieët(e)n        |
| voltooid deelwoord | gebleejv(e)n        | gekooz(e)n         | gezoog(e)n        | gezoeng(e)n         | golp(e)n                   | genoom(e)n        | gegeejv(e)n       | gesleejg(e)n  | geloat(e)n       |

##### Over de 7 klassen
In de taalkunde heeft men de gewoonte om de sterke werkwoorden in 7 ablautsklassen in te delen (zie ook Gotisch, Oudnoords, Oudengels, Oudhoogduits). Die indeling is gebaseerd op de oorspronkelijke verbuigingen van sterke werkwoorden in het Oudgermaans, en men gebruikt ze hier ook om al de mogelijke verbuigingen in het Brugs op te sommen.
| klasse    | subklasse1     | werkwoorden |
| --------- | -------------- | --- |
| Klasse 1  | ie-ee-ee-ee    | biet(e)n (bijten), griep(e)n (grijpen), kiek(e)n (kijken), rieën (rijden), schien(e)n (schijnen), smiet(e)n (smijten), snieën (snijden), stieg(e)n (stijgen), zwieg(e)n (zwijgen)                         |
| Klasse 1  | uu-ee-ee-ee    | bluuv(e)n (blijven) |
| Klasse 2a | ie-oo-oo-oo    | bieën (bieden), gieët(e)n (gieten), kieëz(e)n (kiezen), rieëk(e)n (ruiken), schieët(e)n (schieten), vlieëg(e)n (vliegen), vrieëz(e)n (vriezen)                                                            |
| Klasse 2a | ee-oo-oo-oo    | weejg(e)n (wegen) |
| Klasse 2b | uu-oo-oo-oo    | buug(e)n (buigen), fluut(e)n (fluiten), kruup(e)n (kruipen), sluup(e)n (sluipen), snuut(e)n (snuiten), snuuv(e)n (snuiven), stuup(e)n (buigen), stuuv(e)n (stuiven), zuug(e)n (zuigen), zuup(e)n (zuipen) |
| Klasse 3a | ie-oe-oe-oe    | drienk(e)n (drinken), klienk(e)n (klinken), schienk(e)n (schenken), sprieng(e)n (springen), zienk(e)n (zinken), zieng(e)n (zingen)                                                                        |
| Klasse 3a | i-oe-oe-oe     | biend(e)n (binden), viend(e)n (vinden) |
| Klasse 3a | e-o-o-o        | krèmp(e)n (krimpen), tèèrt(e)n (treden), trèkk(e)n (trekken) |
| Klasse 3a | i-o-o-o        | vicht(e)n (vechten) |
| Klasse 3a | u-o-o-u        | begunn(en) (beginnen) |
| Klasse 3b | e-ie-ie-o      | èlp(e)n (helpen), wèrp(e)n (werpen) |
| Klasse 4  | ee-a(a)-aa-oo  | breejk(e)n (breken), neejm(e)n (nemen), spreejk(e)n (spreken), steejk(e)n (steken), steejl(e)n (stelen)                                                                                                   |
| Klasse 4  | o-a(a)-aa-o    | komm(e)n (komen) |
| Klasse 5a | ee-a(a)-aa-ee  | eejt(e)n (eten), geejv(e)n (geven), leejz(e)n (lezen), geneejz(e)n (genezen), meejt(e)n (meten), vergeejt(e)n (vergeten)                                                                                  |
| Klasse 5a | i-a(a)-aa-ee   | ligg(e)n (liggen), zitt(e)n (zitten) |
| Klasse 5b | ie-a(a)-aa-ie  | zieën (zien) |
| Klasse 6  | oa-oe-oe-oa    | stoan (staan) |
| Klasse 6  | oa/aa-oe-oe-ee | sloan (slaan), draag(e)n (dragen) |
| Klasse 6  | èè-oe-oe-oo    | zwèèr(e)n (zweren) |
| Klasse 7  | oa/aa-ie-ie-oa | bloaz(e)n (blazen), goan (gaan), loat(e)n (laten), slaap(e)n (slapen) |
| Klasse 7  | oo-ie-ie-oo    | loop(e)n (lopen) |
| Klasse 7  | oe-ie-ie-oe/oo | oekd(e)n (houden), roep(e)n (roepen) |
| Klasse 7  | a-ie-ie-a      | ang(e)n (hangen), vang(e)n (vangen) |

1 De subklasse toont de klankwijzigingen die optreden tussen infinitief - 3e p.ev. v.t. - 1e p.mv. v.t. - voltooid deelwoord.
- Voorbeeld voor geejv(e)n (geven, klasse 5a) : geejven - ga(a)f - gaaven - gegeejven → subklasse = ee-a(a)-aa-ee.

##### Uitzonderingen
Sommige sterke werkwoorden kunnen in het Brugs ook zwak verbogen worden, uitgezonderd van het voltooid deelwoord.
Voorbeelden:
|                    | kieëz(e)n (kiezen) | zuug(e)n (zuigen) | alp(e)n (helpen) |
| ------------------ | ------------------ | ----------------- | ---------------- |
| ik                 | kieësd(e)n         | zuugd(e)n         | alpt(e)n         |
| gie                | kieësde            | zuugde            | alpte            |
| je/zie/'t          | kieësde            | zuugde            | alpte            |
| miender            | kieësd(e)n         | zuugd(e)n         | alpt(e)n         |
| giender            | kieësde            | zuugde            | alpte            |
| ziender            | kieësd(e)n         | zuugd(e)n         | alpt(e)n         |
| voltooid deelwoord | gekooz(e)n         | gezoog(e)n        | golp(e)n         |

#### Zwakke werkwoorden
Voorbeelden:

##### Tegenwoordige tijd
|           | droaien (draaien) | kats(e)n (kaatsen) | maak(e)n (maken) | durv(e)n (durven) |
| --------- | ----------------- | ------------------ | ---------------- | ----------------- |
| ik        | droai(e)n         | kats(e)n           | maak(e)n         | durv(e)n          |
| gie       | droai(t)          | katst              | mak(t)           | durf(t)           |
| je/zie/'t | droai(t)          | katst              | mak(t)           | durf(t)           |
| miender   | droai(e)n         | kats(e)n           | maak(e)n         | durv(e)n          |
| giender   | droai(t)          | katst              | mak(t)           | durf(t)           |
| ziender   | droai(e)n         | kats(e)n           | maak(e)n         | durv(e)n          |

##### Verleden tijd
|                    | droai(e)n (draaien) | kats(e)n (kaatsen) | maak(e)n (maken) | durv(e)n (durven) |
| ------------------ | ------------------- | ------------------ | ---------------- | ----------------- |
| ik                 | droaid(e)n          | katst(e)n          | ma(a)kt(e)n      | durfd(e)n         |
| gie                | droaide             | katste             | makte            | durfde            |
| je/zie/'t          | droaide             | katste             | makte            | durfde            |
| miender            | droaid(e)n          | katst(e)n          | ma(a)kt(e)n      | durfd(e)n         |
| giender            | droaide             | katste             | makte            | durfde            |
| ziender            | droaid(e)n          | katst(e)n          | ma(a)kt(e)n      | durfd(e)n         |
| voltooid deelwoord | gedroaid            | gekatst            | gemakt           | gedurfd           |

##### Uitzonderingen
Sommige zwakke werkwoorden kunnen in het Brugs ook sterk verbogen worden, uitgezonderd van het voltooid deelwoord.
Voorbeelden:
|                    | maak(e)n (maken) | durv(e)n (durven) |
| ------------------ | ---------------- | ----------------- |
| ik                 | mieëk(e)n        | dieërv(e)n        |
| gie                | mieëk            | dieërf            |
| je/zie/'t          | mieëk            | dieërf            |
| miender            | mieëk(e)n        | dieërv(e)n        |
| giender            | mieëk            | dieërf            |
| ziender            | mieëk(e)n        | dieërv(e)n        |
| voltooid deelwoord | gemakt           | gedurfd           |

#### Onregelmatige werkwoorden
Voorbeelden:

##### Tegenwoordige tijd
|           | èn (hebben) | zien (zijn) | doeën (doen) | weejt(e)n (weten) | durv(e)n (durven) | kann(en) / kunn(en) (kunnen) | mag(ge)n (mogen) | moe(t)(e)n (moeten) | word(e)n (worden) | brieng(e)n (brengen) | koop(e)n (kopen) | wèrk(e)n (werken) | zoek(e)n (zoeken) | -- (zullen) |
| --------- | ----------- | ----------- | ------------ | ----------------- | ----------------- | ---------------------------- | ---------------- | ------------------- | ----------------- | -------------------- | ---------------- | ----------------- | ----------------- | ----------- |
| ik        | èn          | zien        | doeën        | weejt(e)n         | durv(e)n          | kann(en)                     | mag(ge)n         | moet(e)n            | word(e)n          | brieng(e)n           | koop(e)n         | wèrk(e)n          | zoek(e)n          | (*)         |
| gie       | è / èt      | zie(t)      | doeë(t)      | wit               | durf(t)           | kan(t)                       | mag(t)           | moe(t)              | wor(dt)           | brieng(t)            | kop(t)           | wèrk(t)           | zoek(t)           | (*)         |
| je/zie/'t | eej(t)      | is          | doeë(t)      | wit               | durf(t)           | kan(t)                       | mag(t)           | moe(t)              | wor(dt)           | brieng(t)            | kop(t)           | wèrk(t)           | zoek(t)           | (*)         |
| miender   | èn          | zien        | doeën        | weejt(e)n         | durv(e)n          | kann(en)                     | mag(ge)n         | moet(e)n            | word(e)n          | brieng(e)n           | koop(e)n         | wèrk(e)n          | zoek(e)n          | (*)         |
| giender   | è / èt      | zie(t)      | doeë(t)      | wit               | durf(t)           | kan(t)                       | mag(t) / meug(t) | moe(t)              | wor(dt)           | brieng(t)            | kop(t)           | wèrk(t)           | zoek(t)           | (*)         |
| ziender   | èn          | zien        | doeën        | weejt(e)n         | durv(e)n          | kann(en)                     | mag(ge)n         | moet(e)n            | word(e)n          | brieng(e)n           | koop(e)n         | wèrk(e)n          | zoek(e)n          | (*)         |

(*) Zie hier voor "zullen" in het Brugs.

##### Verleden tijd
|                    | èn (hebben) | zien (zijn)    | doeën (doen) | weejt(e)n (weten) | durv(e)n (durven) | kann(en) / kunn(en) (kunnen) | mag(ge)n (mogen) | moe(t)(e)n (moeten) | word(e)n (worden) | brieng(e)n (brengen) | koop(e)n (kopen)     | wèrk(e)n (werken) | zoek(e)n  | zoen (zouden) |
| ------------------ | ----------- | -------------- | ------------ | ----------------- | ----------------- | ---------------------------- | ---------------- | ------------------- | ----------------- | -------------------- | -------------------- | ----------------- | --------- | ------------- |
| ik                 | aan         | woar(e)n / was | deejn        | wist(e)n          | dost(e)n          | kost(e)n                     | mocht(e)n        | most(e)n            | wieër(e)n         | brocht(e)n           | kocht(e)n / kopt(e)n | vrocht(e)n        | zocht(e)n | zoen          |
| gie                | aa(d)       | woar(t) / was  | deej         | wist              | dost              | kost                         | mocht            | most                | wieër             | brocht               | kocht / kopte        | vrocht            | zocht     | zoe(t)        |
| je/zie/'t          | aa(d)       | was            | deej         | wist              | dost              | kost                         | mocht            | most                | wieër             | brocht               | kocht / kopte        | vrocht            | zocht     | zoe(t)        |
| miender            | aan         | woar(e)n       | deejn        | wist(e)n          | dost(e)n          | kost(e)n                     | mocht(e)n        | most(e)n            | wieër(e)n         | brocht(e)n           | kocht(e)n / kopt(e)n | vrocht(e)n        | zocht(e)n | zoen          |
| giender            | aa(d)       | woar(t)        | deej         | wist(e)           | dost              | kost                         | mocht            | most                | wieërd            | brocht               | kocht / kopte        | vrocht            | zocht     | zoe(t)        |
| ziender            | aan         | woar(e)n       | deejn        | wist(e)n          | dost(e)n          | kost(e)n                     | mocht(e)n        | most(e)n            | wieër(e)n         | brocht(e)n           | kocht(e)n / kopt(e)n | vrocht(e)n        | zocht(e)n | zoen          |
| voltooid deelwoord | gèd         | gewist         | gedoan       | geweejt(e)n       | gedost            | gekann(en) / gekunn(en)      | gemag(ge)n       | gemoet(e)n          | geword(e)n        | gebrocht             | gekocht              | gevrocht          | gezocht   | --            |

##### "Zullen" in het Brugs
Dit werkwoord wordt alleen in de verleden tijd gebruikt. In de tegenwoordige tijd gebruikt men altijd goan (gaan), zoals in:
- 't Go noaste weejke weejre reejgen'n. (Het zal volgende week weer regenen.)

### Trappen van vergelijking
Voorbeelden:
| stellend          | vergrotend   | overtreffend   | zelfstandig gebruikt |
| ----------------- | ------------ | -------------- | -------------------- |
| goeë(d) (goed)    | beetr        | bèst           | --                   |
| slicht (slecht)   | slichter     | slich(t)st     | --                   |
| oge (hoog)        | oger         | oogst          | d'oogte              |
| leeëge (laag)     | leeëger      | leeëgst        | de leeëgte           |
| veejle (veel)     | meeër        | meeëst         | --                   |
| winnig (weinig)   | minder       | minst          | --                   |
| grôot (groot)     | grotter      | grotst         | de grotte            |
| kleeën (klein)    | klinder      | klinst         | --                   |
| vèrre (ver)       | vèrder       | vèrst          | de vèrte             |
| dichte (dichtbij) | dichter      | dichst / noast | --                   |
| zeeëre (vlug)     | zirder       | zirst          | --                   |
| traage (traag)    | traager(der) | traagst        | --                   |
| breeëd (breed)    | bridder      | bridst         | de britte            |
| smol (smal)       | smoll(d)er   | smolst         | de smolte            |
| dinne (dun)       | dinner       | dinst          | --                   |

### Verkleinwoorden
Verkleinwoorden maakt men door aan het zelfstandig naamwoord enkelvoud een achtervoegsel bij te voegen. Dat kan -je, jie, -(s)tje of -(s)tjie zijn.
Bv.: broek/broekstj(i)e, uus/uuzetj(i)e, blad/ bladj(i)e, stoeël/stoeëltj(i)e, stroate/strètj(i)e, pèèrd/pèrretj(i)e
(broek, huis, blad, stoel, straat, paard)

### Telwoorden

#### Hoofdtelwoorden
| 1           | 2        | 3               | 4           | 5                     | 6         | 7                 | 8          | 9            | 10        |               |
| ----------- | -------- | --------------- | ----------- | --------------------- | --------- | ----------------- | ---------- | ------------ | --------- | ------------- |
| eeën        | twi      | drieje          | vieëre      | vuuve                 | zèsse     | zeejvn / zeejfden | achte      | neejgn       | tieëne    |               |
| 11          | 12       | 13              | 14          | 15                    | 16        | 17                | 18         | 19           | 20        |               |
| èlve / alve | twolve   | dertieëne       | veeërtieëne | viftieëne / vigtieëne | zèstieëne | zeejvntieëne      | achttieëne | neejgntieëne | twientig  |               |
| 30          | 40       | 50              | 60          | 70                    | 80        | 90                | 100        | 1000         | 1 000 000 | 1 000 000 000 |
| dèrtig      | veeërtig | viftig / vigtig | tsèstig     | tseejvntig            | tachentig | tneejgntig        | oenderd    | duusd        | mieljoeën | mieljèèr      |

#### Rangtelwoorden
|                   | 1e              | 2e       | 3e          | 4e            | 5e                        | 6e    | 7e          | 8e        | 9e          | 10e      |
| ----------------- | --------------- | -------- | ----------- | ------------- | ------------------------- | ----- | ----------- | --------- | ----------- | -------- |
| ev.m.             | eeëstn          | twidn    | dèrdn       | vieërdn       | vuufdn                    | zèsdn | zeejvstn    | ach(t)stn | neejgnstn   | tieënstn |
| ev.v. /ev.o. /mv. | eeëste          | twidde   | dèrde       | vieërde       | vuufde                    | zèsde | zeejvnste   | ach(t)ste | neejgnste   | tieënste |
|                   | 11e             | 12e      | 13e         | 14e           | 15e                       | ...   | 20e         | 30e       | 40e         | ...      |
| ev.m.             | èlfstn / alfstn | twolfstn | dèrtieënstn | veeërtieënstn | viftieënstn / vigtieënstn | ...   | twientigstn | dèrtigstn | veeërtigstn | ...      |
| ev.v. /ev.o. /mv. | èlfste / alfste | twolfste | dèrtieënste | veeërtieënste | viftieënste / vigtieënste | ...   | twientigste | dèrtigste | veeërtigste | ...      |

### Ja en neen
|           | ja               | ja                     | neen               | neen                                   |                             |                             |
| --------- | ---------------- | ---------------------- | ------------------ | -------------------------------------- | --------------------------- | --------------------------- |
| 1e ev.    | jaa'k            | ba jaa'k               | neeë'k / nin'k     | ba neeë'k / ba nin'k                   | ja 'k en doeën              | ba 'k en doeën              |
| 2e ev.    | joa j' / joa je  | ba joa j' / ba joa je  | nee j(e) / ni j(e) | ba nee j' / ba ni j(e)                 | ja j'en doeët               | ba j'en doeët               |
| 3e ev. m. | joa j' / joa je  | ba joa j' / ba joa je  | nee j(e) / ni j(e) | ba nee j' / ba ni j(e) / ba nee j' nie | ja j'en doeët               | ba j'en doeët               |
| 3e ev. v. | joa z'           | ba joa z'              | neeë z' / nin z'   | ba neeë z' / ba nin z'                 | ja z'en doeët               | ba z'en doeët               |
| 3e ev. o. | joa't            | ba joa't               | neeë't / nin't     | ba neeë 't / ba nin 't                 | ja 't en doeët / ja 't oeët | ba 't en doeët / ba 't oeët |
| 1e mv.    | jaa m(e)         | ba jaa m(e)            | neeë m(e)          | ba neeë m'                             | ja m'en doeën               | ba m'en doeën               |
| 2e mv.    | joa j' / joa je  | ba joa je              | nee je / ni je     | ba nee je / ba ni je                   | ja j'en doeët               | ba j'en doeët               |
| 3e mv.    | joa z' / joan z' | ba joa z' / ba joan z' | neeë z' / nin z'   | ba neeë(n) z' / ba nin z'              | ja z'en doeën               | ba z'en doeën               |
|           | (1)              | (2)                    | (3)                | (4)                                    | (5)                         | (6)                         |

1. Als (+) antwoord op een (+) vraag of op een bevestigende zin.
2. Als versterkend (+) antwoord op een (+) vragende zin en als (+) antwoord op een (-) vraag.
3. Als (-) antwoord op een (+) of (-) vraag.
4. Als versterkend (-) antwoord op een (+) of (-) vraag.
5. Als (-) antwoord op een bevestigende zin of als (+) antwoord op een ontkennende zin.
6. Versterkende vorm van (5).